# محمد داود محمد
محمد داود محمد هو منافس ألعاب قوى صومالي، ولد في 1 مارس 1996.

## وصلات خارجية
- محمد داود محمد على موقع الاتحاد الدولي لألعاب القوى (الإنجليزية)
- محمد داود محمد على موقع أوليمبيديا (الإنجليزية)